# Gespleten hennepnetel
De gespleten hennepnetel (Galeopsis bifida) is een eenjarige plant die behoort tot de lipbloemenfamilie (Labiatae of Lamiaceae). De plant komt van nature voor in Eurazië. 
De gespleten hennepnetel lijkt op de gewone hennepnetel (Galeopsis tetrahit), maar de middenslip van de onderlip is langer dan breed en die van de gewone hennepnetel even lang als breed. Ook komen de hybriden Galeopsis tetrahit × Galeopsis bifida (gewone hennepnetel × gespleten hennepnetel) en Galeopsis bifida × Galeopsis speciosa (gespleten hennepnetel × dauwnetel) voor.
De plant wordt 12-80 cm hoog. De vierkantige stengel is onder de knopen verdikt en is daar meestal behaard met stijve haren, die op een kussentje staan. De iets geelgroene bladeren zijn lang-eirond en hebben een gezaagde rand.
De gespleten hennepnetel bloeit van juli tot de herfst met rozerode, soms geelachtige bloemen. Op de keel van de bloem zitten twee gele vlekken. De bloemkroon is 1-2 cm lang. De middenslip van de uitgerande onderlip is langer dan breed met aan de rand een smal, scherp afgescheiden wit randje. Aan het eind van de bloei rollen de zijrandjes om. De kelktanden zijn stekelpuntig en komen tot het eind van de kroonbuis. De bloemen staan in schijnkransen.
De vrucht is een bruine, vierdelige splitvrucht.
De plant komt voor op tamelijk vochtige tot natte, stikstofrijke grond in bossen, ruigten, slootkanten en soms op bouwland.

## Namen in andere talen
De namen in andere talen kunnen vaak eenvoudig worden opgezocht met de interwiki-links.
- Duits: Zweispaltiger Hohlzahn
- Engels: Bifid hemp-nettle
- Frans: Galéopsis bifide